# Sobre de primer día

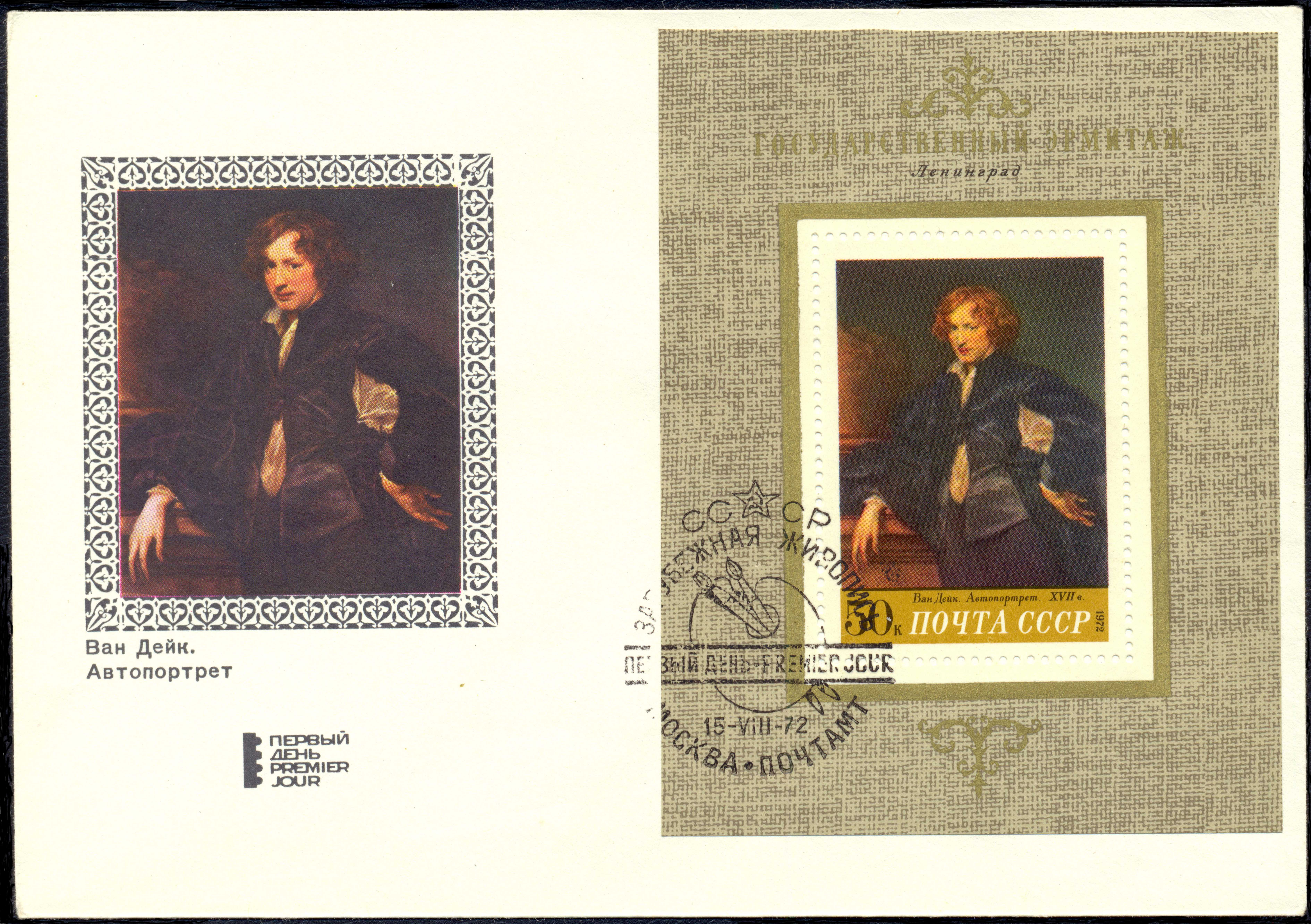
Sobre Primer Día de la URSS, Anton van Dyck

Un sobre de primer día, cuyo acrónimo habitualmente es SPD (del inglés: first day cover, FDC), es un tipo de sobre que conmemora el día en que una estampilla, tarjeta postal o sobre franqueado sale a la venta, dentro de un país o territorio de la autoridad postal.
A veces la emisión se hace desde una oficina de ultramar temporal o permanente. Generalmente está franqueado el primer día de emisión, frecuentemente con una cancelación artística, indicando la ciudad y fecha donde el sello fue primeramente emitido. "first day of issue" o "primer día de emisión" se usa para referirse a este matasellos. 
Un SPD es un sobre con sellos postales cancelados en su primer día de emisión. Dependiendo de la política de la nación que emite el sello, matasello oficial de primer día puede aplicarse a los sobres semanas o meses después de la fecha indicada. 
Una cancelación de emisión de primer día no oficial también se considera cuando un coleccionista de estampillas vende los sellos en cuestión desde una oficina postal en el primer día de emisión de la ciudad de emisión y entonces los toma (ese mismo día) para una oficina postal de otra ciudad para tenerlos cancelados, o cuando las estampillas se engoman a los sobres que entraban a tránsito en el primer día de emisión y reciben el matasellos ordinario.
Sellos de (valor variable emitidas por Neopost tenían ceremonias de first-day-of-issue patrocinadas por la compañía, no por una entidad emisora UPU. Estampillas personalizadas de diseños diversos tienen a veces ceremonias de emisión de primer día y la correspondiente cancelación para el diseñador privado.
Las autoridades postales pueden realizar una ceremonia de puesta en circulación para generar publicidad de una nueva emisión, con los oficiales postales revelando la estampilla, y con las personas relacionadas e invitados especiales, tales como descendientes de la persona ilustrada en el sello postal. La ceremonia también puede realizarse en una localidad que tenga una conexión con el tema del sello postal, como el lugar de nacimiento o en una exposición filatélica.
Sobres de eventos: En lugar de la emisión de un sello postal, se pueden conmemorar grandes o pequeños eventos (sea el lanzamiento de un cohete o la apertura de un supermercado) mediante un diseño en el lado izquierdo del sobre, que explica el evento que se celebra (un "cachet"). Idealmente la estampilla o las estampillas canceladas que se relacionan con el evento. Los matasellos se obtienen bien del lugar (p.ej. Cabo Cañaveral) o, en el caso de los Estados Unidos, de la unidad de Postal Service's Cancellation Services en Kansas City.

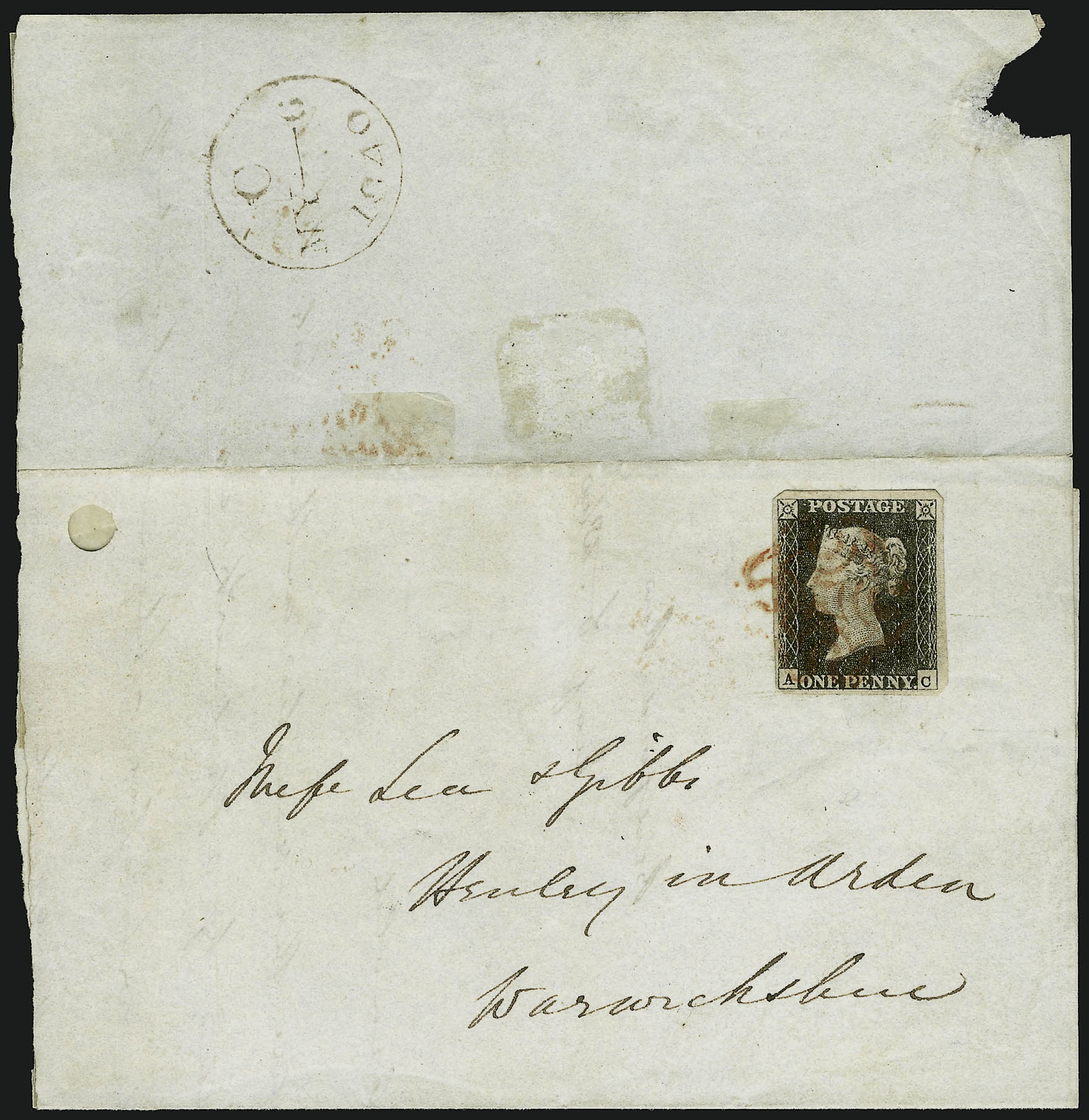
El primer día del Penny Black, el primer sello del mundo, el 6 de mayo de 1840

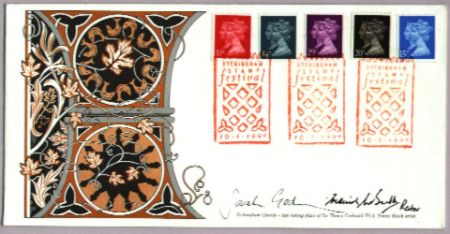
La FDC del 150.º aniversario del Penny Black.

El Uso conocido primitivo (EKU: earliest known use) de una estampilla puede ser el mismo que el primer día de emisión. Esto puede ocurrir de diversas formas:
- Los sellos postales pueden ser vendidos inadvertidamente o robados, y cancelados en un sobre o paquete por oficiales postales descuidados previo a la fecha de emisión.
- Cambios menores, tales como perforaciones diferentes, pueden que no sean observadas por los oficiales postales, y nadie sabe cuándo aparecieron a la venta. Esto también es válido para algunas emisiones principales, especialmente durante periodos de intranquilidad civil, o si los registros gubernamentales se han perdido.
- Algunas estampillas tempranas, especialmente de valores elevados, puede que no sea público el día del lanzamiento, o que sus usos se han perdido. EKUs para estos puede ser de semanas o aun meses desde el primer día.
- Algunos sellos pueden no haber tenido un primer día de uso oficialmente designado y fueron simplemente colocados a la venta cuando se necesitaban.

La búsqueda de EKUs de sellos viejos o nuevos es un área activa de la filatelia, y regularmente se anuncian nuevos descubrimientos.

## Marca postal a color digital de primer día
En 2004 el Servicio Postal de los Estados Unidos anunció planes para introducir marcas postales a color digitales para ser usadas en el matasellado de algunos sobres de primer día para sellos conmemorativos en 2005. Las marcas postales son diseñadas por el artista o director artístico que diseña el sello.
Un matasellos digital de color se emplea en emisiones seleccionadas, como por ejemplo, la del año 2008 para el sello de 41 centavos.